# 반짝반짝 두근두근
《반짝반짝 두근두근》은 2014년에 제작한 대한민국의 단편 영화이다.

## 줄거리
시각장애를 가진 온유와 청각장애를 가진 은수는 배리어프리영화를 통해 장애와 상관없이 사랑하는 사람과 함께 영화를 보고 소통의 즐거움을 느낀다.

## 캐스팅
- 한상진 : 윤 역
- 김수안 : 온유 역
- 이청아 : 은수 역
- 박보검 : 준우 역
- 권율 : 화면해설 역